# Nic Endo
Nic Endo (7 gennaio 1976) è una musicista statunitense, conosciuta come membro della band tedesca degli Atari Teenage Riot.

## Biografia
Nata in Texas da madre giapponese e padre tedesco, si trasferisce a Berlino dopo aver vissuto due anni a Francoforte.
Pur avendo collaborato fin dagli esordi della band, Nic Endo entra ufficialmente nella formazione degli ATR nel 1997, partecipando alla produzione del terzo album del gruppo 60 Seconds Wipe Out.
Da quando la band si è sciolta Nic Endo si divide tra la sua carriera solista con produzioni come Cold Metal Perfection (Geist Records, 2001), presente nella Top 20 dei migliori album del 2001 della rivista Alternative Press, e i lavori con Alec Empire, co-producendo i primi due lavori dell'artista berlinese, Intelligence & Sacrifice (2002) e Futurist (2005) e seguendolo nei numerosi tour.
Nel 2007 realizza il remix di un brano della musicista italiana Tying Tiffany che verrà incluso nell'album Brain for Breakfast. Il relativo videoclip verrà mandato in onda nei circuiti televisivi musicali di Europa e Asia.
La sua musica si può identificare come Noise, anche se sono presenti richiami all'Ambient e alla Techno.
Nic Endo oltre alla sua musica, si rende particolarmente riconoscibile agli appassionati per il suo volto dipinto di bianco su cui spiccano in nero i caratteri giapponesi 抵抗 (teikō), che significa "resistenza".

## Discografia

### CD

#### Solista
- 1998 - White Heat (EP)
- 2002 - Cold Metal Perfection

#### A nome di She Satellites
- 1999 - Poison Lips

#### Con gli Atari Teenage Riot
- 1999 - 60 Second Wipe Out
- 2000 - Live At Brixton Academy (con Nine Inch Nails)
- 2000 - RAGE E.P. (feat. Tom Morello dei Rage Against the Machine)
- 2002 - Redefine The Enemy! (Compilation)
- 2006 - Atari Teenage Riot (1992-2000) (Compilation)

#### Con Alec Empire
- 2002 - Intelligence & Sacrifice
- 2005 - Futurist

#### Remix e collaborazioni
- 2000 - Hanin Elias – Slaves (UK)
- 2001 - The Dillinger Escape Plan – 43% Burnt (USA)
- 2001 - Mystic – Ghetto Birds (USA)
- 2007 - Tying Tiffany – Slow Motion (IT)
- 2008 - The Raveonettes – Aly, Walk With Me (USA)

### DVD
- 2002 - Alec Empire – Death Favours The Enemy